# Thenon
Thenon – miejscowość i gmina we Francji, w regionie Nowa Akwitania, w departamencie Dordogne.
Według danych na rok 1990 gminę zamieszkiwało 1339 osób, a gęstość zaludnienia wynosiła 52 osób/km² (wśród 2290 gmin Akwitanii Thenon plasuje się na 318. miejscu pod względem liczby ludności, natomiast pod względem powierzchni na miejscu 358.).